# تاکاشی ناریتا
تاکاشی ناریتا (انگلیسی: Takashi Narita؛ زادهٔ ۶ اکتبر ۱۹۶۹) بازیکن والیبال اهل ژاپن بود.